# Dieta

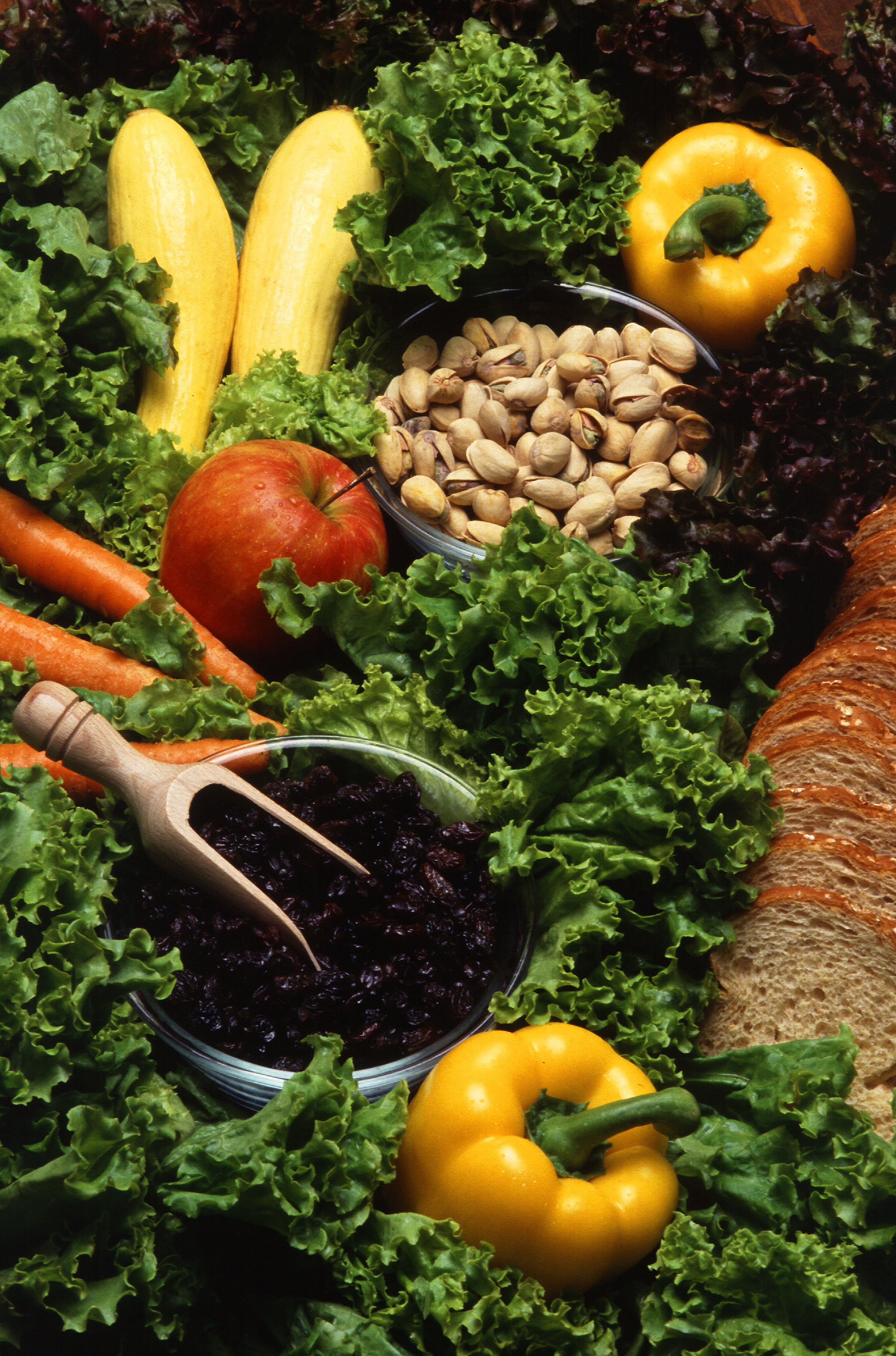
Dieta vegetariana

Dieta refere-se aos hábitos alimentares individuais. Cada pessoa tem uma dieta específica. Cada cultura costuma caracterizar-se por dietas particulares. Contudo, popularmente, o emprego da palavra "dieta" está associado a uma forma de conter o peso e/ou manter a saúde em boas condições.
Para seguir uma dieta, convém consultar um nutricionista, a fim de conhecer a dieta adequada ao seu organismo.
A escolha de alimentos certos na proporção correta, bem como a prática de exercício físico com orientação de um especialista, evitando uma vida sedentária, são considerados fatores essenciais para a manutenção da saúde. Uma "dieta" restritiva e que não tenha em conta as necessidades do organismo poderá ter efeitos desastrosos. Por isso, uma adequada avaliação nutricional individual evita desequilíbrios na dieta que podem levar a problemas de saúde, tais como deficiências nutricionais específicas ou calórico-proteicas e o excesso de peso ou obesidade.
também, ter uma vida saudável não é fazer apenas dieta, é não ter uma vida sedentária.
Diversas das dietas tornaram-se populares nas últimas décadas, umas passageiras, outras polêmicas e outras com maior comprovação científica. Exemplos:
- Dieta de Atkins. Restrição radical ao consumo de carboidratos, ou seja massas, doces, açúcares, e até mesmo frutas e verduras.
- Dieta de South Beach. Restrição total de carboidratos em seu início, evoluindo com restrição parcial, permitindo carboidratos ricos em fibras.
- Dieta do supercafé da manhã. Dieta com restrição de carboidratos com ênfase calórica na primeira refeição do dia.
- Dieta Dash. Baseada no consumo reduzido de gorduras em geral, especialmente as saturadas. Desenvolvida por especialistas americanos para combater a hipertensão arterial. Sua adoção também é recomendada na dieta diabética.
- Dieta sanguínea.
- Dieta diabética. Conjunto de orientações nutricionais direcionadas a pacientes com diabetes mellitus.